# Spiranthes
Spiranthes là một chi thực vật có hoa trong họ Lan.